# Талица (Ивановская область)
Талица — село в Юрьевецком районе Ивановской области, входит в состав Михайловского сельского поселения. 

## География
Расположено на берегу реки Талка в 26 км на юг от центра поселения деревни Михайлово и в 28 км на юго-запад от районного центра города Юрьевец.

## История
В селе было два храма: деревянный, построенный в 1768 году на средства прихожан, двухпрестольный — в честь Рождества Пресвятой Богородицы и святого Николая Чудотворца, и каменный, однопрестольный — в честь святых апостолов Петра и Павла, построенная в 1810 году также на средства прихожан. Колокольня была деревянная, ограда — каменная.
В XIX — первой четверти XX века село входило в состав Махловской волости Юрьевецкого уезда Костромской губернии, с 1918 года — Иваново-Вознесенской губернии.
С 1929 года село являлось центром Талицкого сельсовета Юрьевецкого района Ивановской области, с 1954 года — в составе Чуркинского сельсовета, с 1979 года — в составе Махловского сельсовета, с 2005 года — в составе Костяевского сельского поселения, с 2015 года — в составе Михайловского сельского поселения.
В 1988 году остатки деревянной Церкви Рождества Пресвятой Богородицы (1768) были перевезены в город Юрьевец.

## Население
| 1872 | 1897 | 1907 | 2002 | 2010 |
| ---- | ---- | ---- | ---- | ---- |
| 17   | ↘13  | ↘10  | ↗338 | ↘107 |